# Hydroseraceae
Famille
Les Hydroseraceae sont une famille d'algues de l'embranchement des Bacillariophyta (Diatomées), de la classe des Coscinodiscophyceae et de l’ordre des Stephanopyxales.

## Étymologie
Le nom de la famille vient du genre type Hydrosera, dérivé du grec ΰδωρ / ÿdor, eau, et peut-être du latin sericum, soie.

## Description
Le genre Hydrosera se présente comme des cellules triangulaires et ondulées en vue valvulaire, rectangulaires en vue de ceinture ; formant de courtes chaînes par des coussinets de mucilage sécrétés aux trois angles valvulaires ; attaché au substrat par sécrétion à un angle.
Une spécifié du genre Hydrosera qu'il partage avec le genre Terpsinoë (famille des Anaulaceae) est la présence de pseudocelles à chaque extrémités de la diatomée (Pseudocelle : plage d'aréoles, ou pores, de taille inférieure à celles situées sur les valves),.

## Distribution
Hydrosera est un genre épiphyte marin que l'on trouve généralement dans les situations estuariennes; il peut pénétrer en amont dans les fleuves et autres sites d'eau douce. Il est généralement considéré comme tropical mais a aussi enregistré au nord, notamment dans la Tamise (Royaume-Uni.

## Liste des genres
Selon AlgaeBase (28 juillet 2022) :
- Hydrosera Wallich, 1858

## Systématique
Le nom correct complet (avec auteur) de ce taxon est Hydroseraceae Nikolaev & Harwood, 2002.

## Publication originale
- (ru) Nikolaev, V.A. & Harwood, D.M. (2002). [Morphology, taxonomy and classification system of centric diatoms].  pp. 1-118, 200 figs. St. Petersberg: Nauka.